# Moschea Naziresha
La moschea Naziresha (in lingua albanese: Xhamia e Nazireshës, Moschea della Sorella) è una moschea ottomana di Elbasan, in Albania. Sorge nella periferia meridionale della città. 

## Storia e descrizione
Fu costruita attorno al 1599. Rientra nei monumenti culturali religiosi dell'Albania dal 1948
. Fu chiusa dalle autorità comuniste albanesi dal 1967 al 1990. Nel 2013 la moschea ha subito un importante restauro, finanziato dal governo turco, che visto la ricostruzione del minareto, la posa della cupola in piombo e delle grate bianche sulle finestre.

## Galleria d'immagini

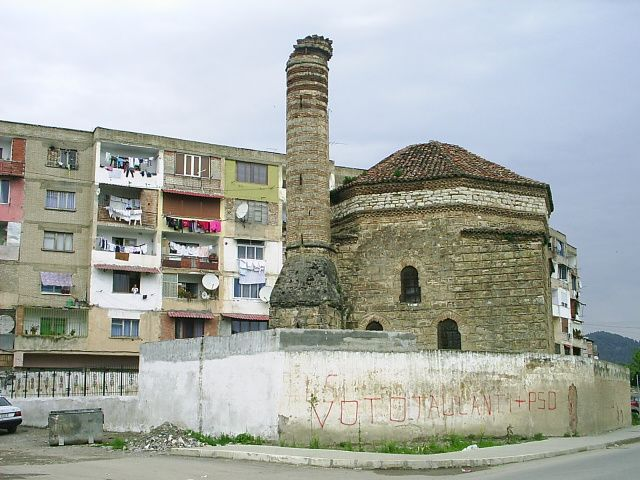
La moschea prima del restauro e ricostruzione del minareto.